# Copa dels Emirats Àrabs Units de futbol
La Copa dels Emirats Àrabs Units de futbol (anomenada Copa de l'Emir o Copa del President) és la màxima competició futbolística per eliminatòries dels Emirats Àrabs Units. La lliga s'inicià el 1974.

## Historial
Font:
| Edició | Temporada | Campió                                     | Finalista                                  | Resultat                                   |
| ------ | --------- | ------------------------------------------ | ------------------------------------------ | ------------------------------------------ |
| 1      | 1974-75   | Al Ahli                                    | Al Nasr                                    | 2-0                                        |
|        | 1975-76   | No finalitzada                             | No finalitzada                             | No finalitzada                             |
| 2      | 1976-77   | Al Ahli                                    | Al Shabab                                  |                                            |
|        | 1977-78   | No finalitzada                             | No finalitzada                             | No finalitzada                             |
| 3      | 1978-79   | Al Sharjah                                 | Al Ain                                     | 1-1 (pr., 3-0 p.)                          |
| 4      | 1979-80   | Al Sharjah                                 | Al Nasr                                    | 1-0                                        |
| 5      | 1980-81   | Al Shabab                                  | Al Ain                                     | 3-1                                        |
| 6      | 1981-82   | Al Sharjah                                 | Al Shaab                                   | 2-0                                        |
| 7      | 1982-83   | Al Sharjah                                 | Al Wasl                                    | 2-0                                        |
| 8      | 1983-84   | Ajman                                      | Al Nasr                                    | 4-1                                        |
| 9      | 1984-85   | Al Nasr                                    | Al Shabab                                  | 3-0                                        |
| 10     | 1985-86   | Al Nasr                                    | Al Wasl                                    | 2-1                                        |
| 11     | 1986-87   | Al Wasl                                    | Al Khaleej                                 | 2-0                                        |
| 12     | 1987-88   | Al Ahli                                    | Al Shabab                                  | 3-2                                        |
| 13     | 1988-89   | Al Nasr                                    | Al Wahda                                   | 1-0                                        |
| 14     | 1989-90   | Al Shabab                                  | Al Ain                                     | 2-1                                        |
| 15     | 1990-91   | Al Sharjah                                 | Al Wasl                                    | 3-0                                        |
| 16     | 1991-92   | Baniyas                                    | Al Nasr                                    | 2-1 (pr.)                                  |
| 17     | 1992-93   | Al Shaab                                   | Al Wasl                                    | 2-1                                        |
| 18     | 1993-94   | Al Shabab                                  | Al Ain                                     | 1-0                                        |
| 19     | 1994-95   | Al Sharjah                                 | Al Ain                                     | 0-0 (pr., 5-4 p.)                          |
| 20     | 1995-96   | Al Ahli                                    | Al Wahda                                   | 4-1                                        |
| 21     | 1996-97   | Al Shabab                                  | Al Nasr                                    | 1-1 (pr., 5-4 p.)                          |
| 22     | 1997-98   | Al Sharjah                                 | Al Wasl                                    | 3-2 (gol d'or)                             |
| 23     | 1998-99   | Al Ain                                     | Al Shabab                                  | 1-0 (gol d'or)                             |
| 24     | 1999-00   | Al Wahda                                   | Al Wasl                                    | 1-1 (gol d'or, 8-7 p.)                     |
| 25     | 2000-01   | Al Ain                                     | Al Shaab                                   | 3-2                                        |
| 26     | 2001-02   | Al Ahli                                    | Al Jazira                                  | 3-1                                        |
| 27     | 2002-03   | Al Sharjah                                 | Al Wahda                                   | 1-1 (gol d'or, 6-5 p.)                     |
| 28     | 2003-04   | Al Ahli                                    | Al Shaab                                   | 2-1                                        |
| 29     | 2004-05   | Al Ain                                     | Al Wahda                                   | 3-1 (pr.)                                  |
| 30     | 2005-06   | Al Ain                                     | Al Sharjah                                 | 2-1                                        |
| 31     | 2006-07   | Al Wasl                                    | Al Ain                                     | 4-1                                        |
| 32     | 2007-08   | Al Ahli                                    | Al Wasl                                    | 2-0                                        |
| 33     | 2008-09   | Al Ain                                     | Al Shabab                                  | 1-0                                        |
| 34     | 2009-10   | Emirates                                   | Al Shabab                                  | 3-1                                        |
| 35     | 2010-11   | Al Jazira                                  | Al Wahda                                   | 4-0                                        |
| 36     | 2011-12   | Al Jazira                                  | Baniyas                                    | 3-1                                        |
| 37     | 2012-13   | Al Ahli                                    | Al Shabab                                  | 4-3                                        |
| 38     | 2013-14   | Al Ain                                     | Al Ahli                                    | 1-0                                        |
| 39     | 2014-15   | Al Nasr                                    | Al Ahli                                    | 1-1 (pr., 3-0 p.)                          |
| 40     | 2015-16   | Al Jazira                                  | Al Ain                                     | 1-1 (pr., 6-5 p.)                          |
| 41     | 2016-17   | Al Wahda                                   | Al Nasr                                    | 3-0                                        |
| 42     | 2017-18   | Al Ain                                     | Al Wasl                                    | 2-1                                        |
| 43     | 2018-19   | Shabab Al Ahli                             | Al Dhafra                                  | 2-1                                        |
| 44     | 2019-20   | Cancel·lada per la pandèmia de la COVID-19 | Cancel·lada per la pandèmia de la COVID-19 | Cancel·lada per la pandèmia de la COVID-19 |
| 45     | 2020-21   | Shabab Al Ahli                             | Al Nasr                                    | 2-1                                        |